# Peter Húževka
Peter Húževka (9. září 1976 v Púchově) je bývalý slovenský hokejista.

## Hráčská kariéra
- 1995-1996 HC Topoľčany
- 1996-1997 HK Matterhorn Púchov
- 1997-1998 HK Matterhorn Púchov
- 1998-1999 MHK Dubnica nad Váhom
- 1999-2000 MsHK Žilina
- 2000-2001 MsHK Žilina
- 2001-2002 MsHK Žilina
- 2002-2003 MsHK Žilina
- 2003-2004 MsHK Žilina
- 2004-2005 MsHK Žilina, HC Dukla Trenčín, ŠHK 37 Piešťany
- 2005-2006 HC Dukla Trenčín
- 2006-2007 HC Dukla Trenčín
- 2007-2008 HC Dukla Trenčín
- 2008-2009 HC Košice
- 2009-2010 HC Košice
- 2010-2011 HC Vítkovice Steel
- 2011-2012 HC Vítkovice Steel
- 2012-2013 HK Irtyš-Pavlodar (Kazachstán), HC Vítkovice Steel
- 2013-2014 HC Vítkovice Steel
- 2014-2015 HC Vítkovice Steel
- 2015-2016 HC Vítkovice Steel

## Reprezentace
Statistiky reprezentace na Mistrovstvích světa a Olympijských hrách:
| Turnaj             | Místo konání             | Z | G | A | B | Umístění  | Soupisky         |
| ------------------ | ------------------------ | - | - | - | - | --------- | ---------------- |
| MS 2008            | Kanada (Québec, Halifax) | 5 | 0 | 1 | 1 | 13. místo | Soupiska MS 2008 |
| Celkem na MS (1x)  |                          | 5 | 0 | 1 | 1 |           |                  |
| Celkem na ZOH (0x) |                          | 0 | 0 | 0 | 0 |           |                  |